# Großriedenthal
Großweikersdorf osztrák község Alsó-Ausztria Tullni járásában. 2022 januárjában 959 lakosa volt. 

## Elhelyezkedése

Großriedenthal a Tullni járásban

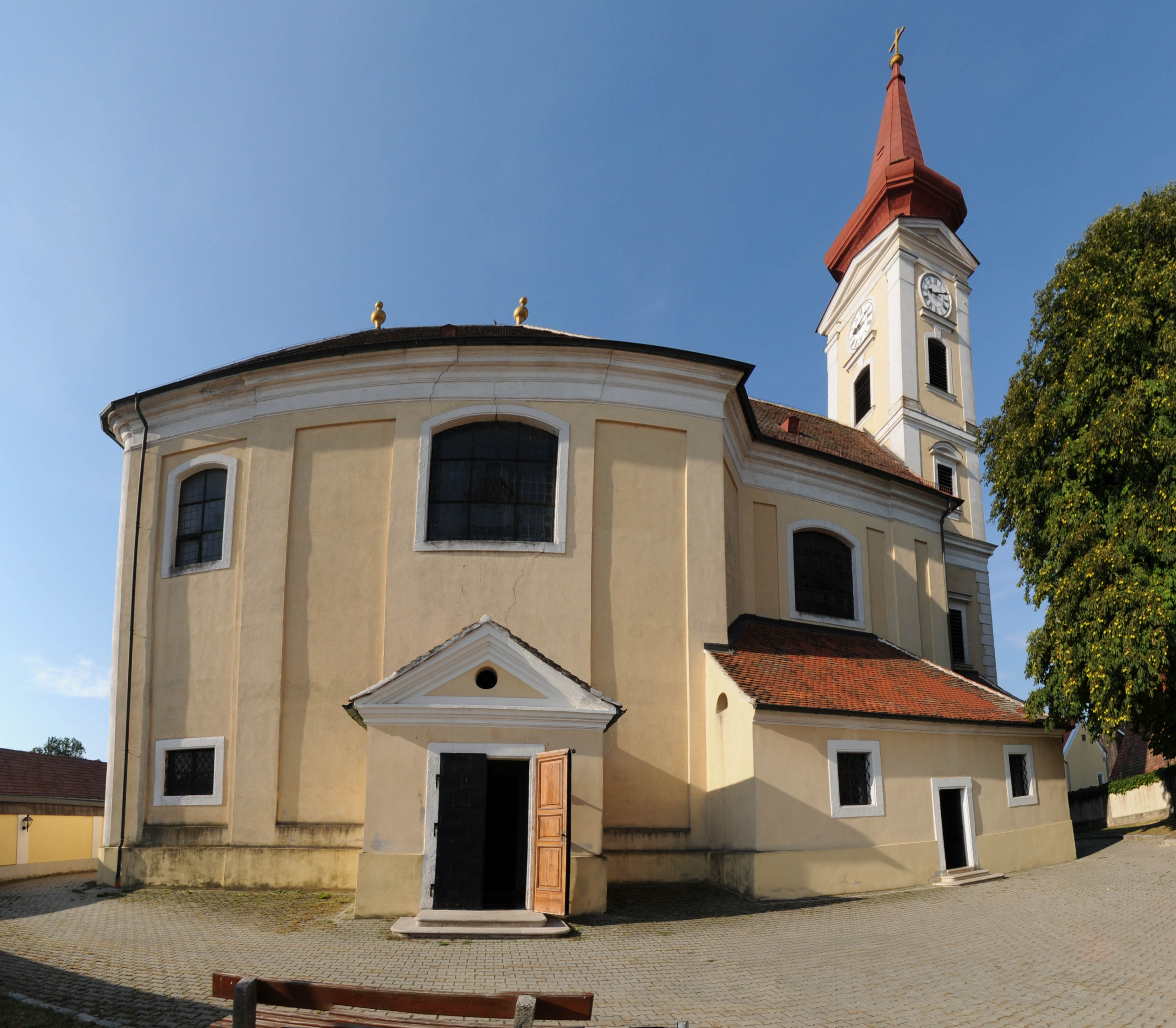
A Szt. Lőrinc-plébániatemplom

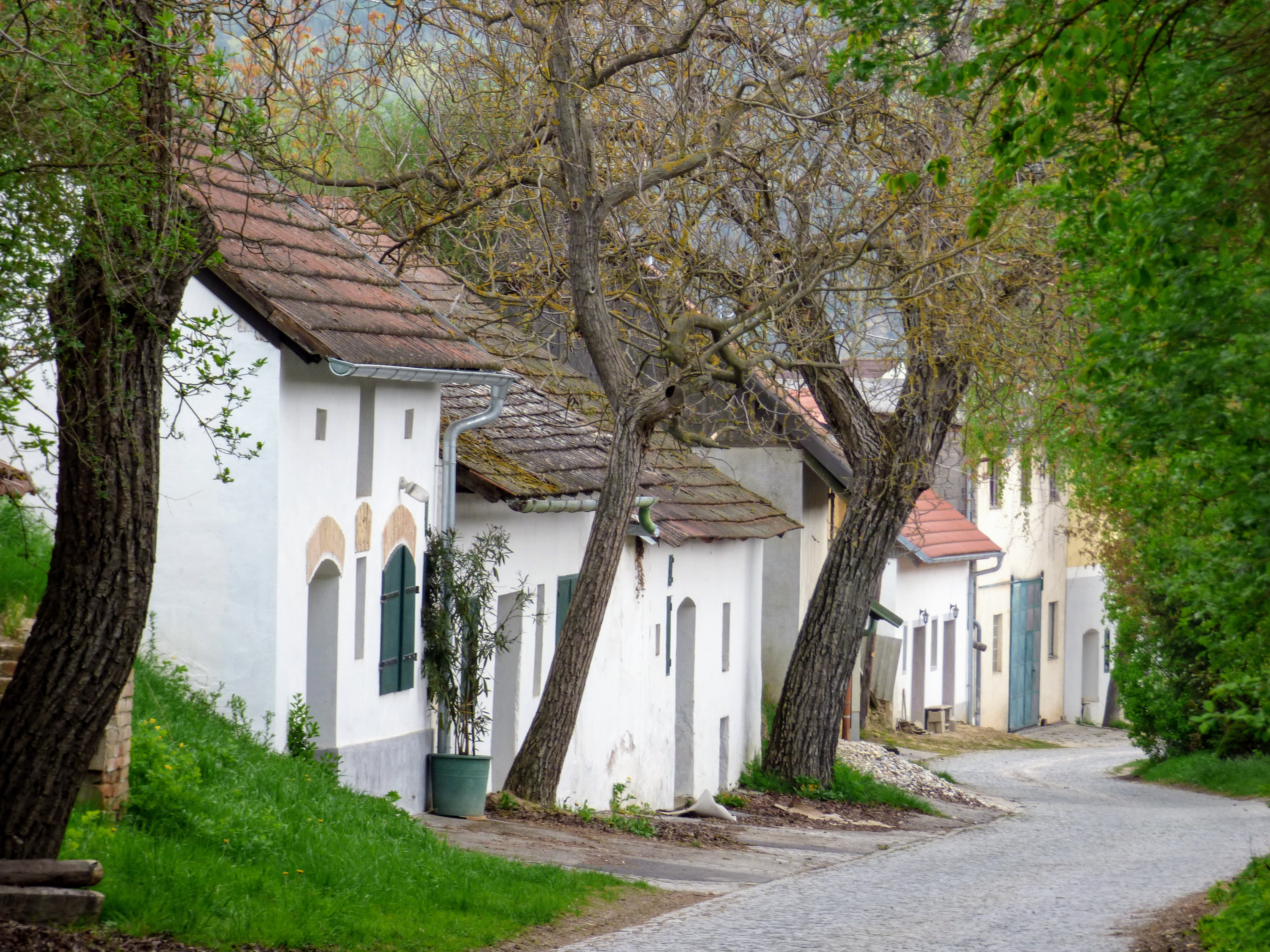
Großriedenthali pincesor

Großriedenthal a tartomány Weinviertel régiójában fekszik a a Gießgraben patak mentén. Területének 4,2%-a erdő, 22,6% szőlő, 66,1% áll egyéb mezőgazdasági művelés alatt. Az önkormányzat 3 települést egyesít: Großriedenthal (458 lakos 2022-ben), Neudegg (180) és Ottenthal (321).
A környező önkormányzatok: keletre Großweikersdorf, délre Kirchberg am Wagram, délnyugatra Fels am Wagram, északnyugatra Hohenwarth-Mühlbach am Manhartsberg, északra Ziersdorf, északkeletre Heldenberg. 	

## Története
Großriedenthalt 1110-ben említik először. Birtokosa a hasonló nevű nemesi család volt, melynek vára a falutól északra lévő Hausbergen állt. A várat 1285-ben említik először; a helyén ma már csak néhány földbe vájt járat maradt. 
Egy 1938-es összeírás szerint ekkor a faluban egy orvos, egy pék, egy bognár, egy hentes, egy borbély, egy fogadós, három vegyeskereskedő, egy nyeregkészítő, két kovács, egy szabó, három cipész, két ács, egy élelmiszerkereskedő, egy kerékgyártó, valamint számos földműves lakott. 

## Lakosság
A großriedenthali önkormányzat területén 2022 januárjában 959 fő élt. A lakosságszám 1910-ben érte el a csúcspontját 1618 lakossal, azóta lassú csökkenés tapasztalható. 2020-ban az ittlakók 98,1%-a volt osztrák állampolgár; a külföldiek közül 0,4% a régi (2004 előtti), 1,2% az új EU-tagállamokból érkezett. 0,2% az egykori Jugoszlávia (Szlovénia és Horvátország nélkül) vagy Törökország, 0,1% egyéb országok polgára volt. 2001-ben a lakosok 97,3%-a római katolikusnak, 1,2% pedig felekezeten kívülinek vallotta magát. Ugyanekkor a legnagyobb nemzetiségi csoportot a németek (98,3%) mellett a csehek alkották 5 fővel (0,5%).
A népesség változása:

| 2016 | 936 |
| 2018 | 899 |

## Látnivalók
- a Szt. Lőrinc-plébániatemplom
- az ottenthali Szt. Ulrik-templom
- az Egyszerű dolgok múzeuma, a középkori hétköznapok tárgyaival

## Fordítás
- Ez a szócikk részben vagy egészben  a   Großriedenthal című német Wikipédia-szócikk ezen változatának fordításán alapul.  Az eredeti cikk szerkesztőit annak laptörténete sorolja fel. Ez a jelzés csupán a megfogalmazás eredetét és a szerzői jogokat jelzi, nem szolgál a cikkben szereplő információk forrásmegjelöléseként.